# Дреер, Филлипп
Фи́липп Дре́ер (нем. Philipp Dreher; 1839 — 31 августа 1874) — немецкий педагог и религиозный деятель, член Общества друзей Иерусалима.

## Биография
В январе 1866 года Филипп Дреер переехал в Российскую Империю из Вюртемберга. Принял участие в становлении общины друзей Иерусалима (темплеров) в поселениях Орбельяновка и Темпельгоф на Северном Кавказе. Также был избран главой обоих поселений и помогал новым членам общины по прибытии. Зимой 1867-68 Филипп Дреер руководил школой для детей немецких колонистов из Бессарабии. В начале 1870-х годов Дреер был приглашён на работу учителем в темплерскую колонию Сарона в Палестине, куда он переехал в 1872 году.
Скончался 31 августа 1874 года после заболевания малярией.